# La Guitare
 (août 2018).
Si vous disposez d'ouvrages ou d'articles de référence ou si vous connaissez des sites web de qualité traitant du thème abordé ici, merci de compléter l'article en donnant les références utiles à sa vérifiabilité et en les liant à la section « Notes et références ».
La Guitare est un roman de Michel del Castillo, publié en 1958, aux éditions Julliard.

## Résumé
Récit d’une tranche de vie d’un personnage difforme, de sa conception jusqu’à sa mort précoce, cette œuvre est une confession, celle d’un homme, « un nain d’une laideur monstrueuse », rejeté par tous, et dont le seul but est d’atteindre le cœur des habitants de son village, de pouvoir tout simplement vivre. Seule la rencontre avec la musique, par le biais d’une guitare lui permet de laisser s’exprimer la délicatesse enfouie au plus profond de lui.
Le nain, narrateur du récit, établit dès les premières pages un rapport de connivence avec ses lecteurs : « je vais tout te dire », « tu me liras jamais comme je voudrais ». 
Le récit se présente sous la forme d'une sorte de journal intime mêlant chagrins, incompréhension, et les idées les plus noires du personnage.

## Analyse
Différents thèmes peuvent être dégagés du roman. Tout d’abord celui du destin, qui dote le narrateur d’un physique non conventionnel et le contraint à l'exclusion des siens. On peut également y voir, celui de la violence, conséquence de l’enfermement et du rejet d’autrui. Un aspect de son comportement que tente d’expliquer le narrateur vers la fin de son histoire. La musique tient une place importante au cœur du récit: la guitare du nain s’avère sa seule amie. Le nain la considère comme une personne à part entière. Elle est surtout le seul moyen pour lui de s’évader. Enfin, une part d’humanité, thème illustré par la bonne, fidèle à la maison, seule présence humaine et féminine à tenir compagnie au nain. Elle aussi est rejetée du village, mais elle n’y prête aucune importance. Ce récit est écrit dans un style peu conventionnel. Michel del Castillo utilise l’interpellation directe au lecteur, l’agressivité de son narrateur, la nonchalance et le mépris de ce même conteur vis-à-vis de son destinataire. Grâce à la proximité établie entre le lecteur et les personnages, personne ne peut échapper à l’ambiance noire, mélancolique que l’auteur installe, en donnant à l’histoire une dimension tragique. Le lecteur est par ailleurs plongé dans la Galice paysanne, pauvre, dominée par la religion et les superstitions, véritable fardeau pour le narrateur.
Ce roman propose une source de réflexions sur l’apparence, le jugement, l’humanité : concepts intemporels et universels.